# Oracle Forms
Oracle Forms es un producto de software para crear pantallas que interactúan con una base de datos Oracle. Tiene un IDE que incluye un navegador de objetos, una hoja de propiedades y un editor de código que utiliza PL / SQL. 
Fue desarrollado originalmente para ejecutarse en el lado del servidor en las sesiones de terminal en modo de caracteres. Fue trasladado a otras plataformas, incluyendo Windows, para funcionar en un entorno cliente-servidor. Las versiones posteriores se portaron a Java, donde se ejecuta en un contenedor de Java EE y se pueden integrar con Java y servicios web.
El enfoque principal de Forms es crear sistemas de entrada de datos que accedan a una base de datos Oracle.